# Plecoptera androconiata
Plecoptera androconiata är en fjärilsart som beskrevs av George Francis Hampson 1926. Plecoptera androconiata ingår i släktet Plecoptera och familjen nattflyn. Inga underarter finns listade i Catalogue of Life.